# Civilization VI: Gathering Storm
Gathering Storm é a segunda expansão para o jogo Civilization VI. Esta expansão promete adicionar a força da natureza, como vulcões, terremotos, tornados e inundações, esses desastres também irão deixar algo, como terras mais férteis. Também irá adicionar um congresso mundial, oito novas civilizações e nove novos líderes

## Novas civilizações e líderes
| Civilização | Líder             | Habilidade única da civilização | Habilidade única do líder | Única (s) construção (ões)           | Única (s) unidade (s)  |
| ----------- | ----------------- | ------------------------------- | ------------------------- | ------------------------------------ | ---------------------- |
| Fenícia     | Dido              | Colônias mediterrâneas          | Fundadora de Cartago      | Cothon                               | Birreme                |
| Otomanos    | Solimão           | Grande bombardeio turco         | Grão Vizir                | Grande bazar                         | Janízaro               |
| Suécia      | Cristina          | Prêmio Nobel                    | Minerva do Norte          | Museu a céu aberto                   | Carolino               |
| Mali        | Mansa Musa        | Música dos Jeli                 | Comerciantes de Sahel     | Suguba                               | Cavalaria de Mandekalu |
| Incas       | Pachacuti         | Mit'a                           | Qhapaq Ñan                | Fazenda de terraceamento, Qhapaq Ñan | ‎Warak'aq‎               |
| Canadá      | Wilfrid Laurier   | Quatro faces da paz             | O último melhor oeste     | Rinque de hóquei no gelo             | Polícia montada        |
| Maori       | Kupe              | Mana                            | Viagem de Kupe            | Marae, Pa                            | Toa                    |
| Húngaria    | Matthias Corvinus | Pérola do Danúbio               | O rei corvo               | Banho termal                         | Hussar, Exército negro |

Também é adicionado uma outra líder, Leonor da Aquitânia, que pode ser líder da França e da Inglaterra, seus bônus diminuem a lealdade de cidades perto de suas grandes obras, e facilita a conquista de cidades por falta de lealdade.

## Recepção
O Metacritic deu uma avaliação de 84 em 100, O Twinfinite avaliou de 5 em 5, o IGN deu nota de 8,5 em 10, o Gamespot deu nota de 9 em 10.